# Parafia Nawiedzenia Najświętszej Maryi Panny w Sejnach
Parafia Nawiedzenia Najświętszej Maryi Panny w Sejmach – rzymskokatolicka parafia znajdująca się w Sejnach, w dekanacie Sejny należącym do diecezji ełckiej.